# Stepa Casimcea
Stepa Casimcea este o zonă protejată (arie de protecție specială avifaunistică - SPA) situată în Dobrogea, pe teritoriile județelor Constanța și Tulcea.

## Localizare
Aria naturală se află în extremitatea nordică a județului Constanța (pe teritoriile administrative ale comunelor Pantelimon și Vulturu) și în cea sudică a județului Tulcea (pe teritoriile comunelor Baia, Baidaud, Casimcea, Stejaru și Topolog), în imediata apropiere a drumului național DN22A, care leagă orașul Hârșova de localitatea Ciucurova.

## Descriere
Stepa Casmicea a fost declarată Arie de Protecție Specială Avifaunistică prin Hotărârea  de Guvern nr. 1284 din 24 octombrie 2007 (privind declararea ariilor de protecție specială avifaunistică ca parte integrantă a rețelei ecologice europene Natura 2000 în România) și se întinde pe o suprafață de 21.954,8 hectare.
Aria protejată reprezintă o întindere aridă în Podișul Casimcei (subdiviziune geomorfologică a Podișului Dobrogean) încadrată în bioregiune geografică stepică (pajiști naturale, terenuri arabile cultivate, stepe, pășuni, păduri de foioase, păduri în tranziție); ce asigură condiții de hrană, cuibărit și viețuire pentru mai multe specii de păsări migratoare, de pasaj sau sedentare. Situl este important atât pentru populațiile cuibăritoare (în perioada de migrație); cât și pentru cele care iernează aici.

## Avifaună
La baza desemnării sitului se află mai multe specii avifaunistice (de migrație și pasaj) enumerate în anexa I-a a Directivei Consiliului European 147/CE din 30 noiembrie 2009 (privind conservarea păsărilor sălbatice).

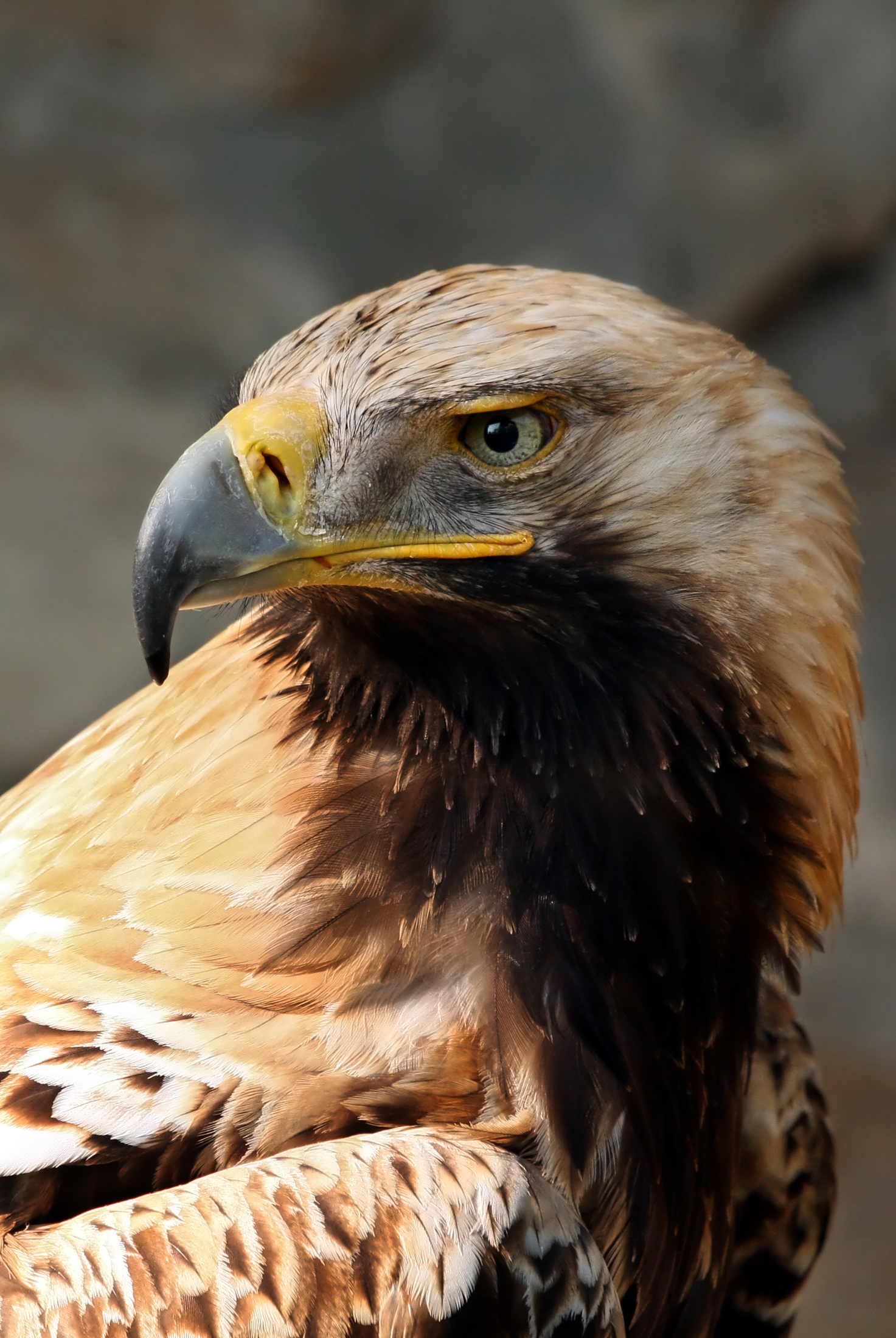
Acvilă de câmp (Aquila heliaca)

Specii de păsări protejate semnalate în arealul sitului: uliu cu picioare scurte (Accipiter brevipes), uliu-păsărar (Accipiter nisus), ciocârlie de câmp (Alauda arvensis), fâsă-de-câmp (Anthus campestris), acvilă-țipătoare-mică (Aquila pomarina), acvilă de câmp (Aquila heliaca), ciuf-de-pădure (Asio otus), bufniță (Bubo bubo), pasărea ogorului (Burhinus oedicnemus), șorecar mare (Buteo rufinus), ciocârlie-cu-degete-scurte (Calandrella brachydactyla),  barză albă (Ciconia ciconia), barză neagră (Ciconia nigra),șerpar (Circaetus gallicus), erete de stuf (Circus aeruginosus), erete-vânăt (Circus cyaneus), erete alb (Circus macrourus), erete-cenușiu (Circus pygargus), porumbel gulerat (Columba palumbus), dumbrăveancă (Coracias garrulus), stăncuță (Corvus monedula), cuc (Cuculus canorus), ciocănitoarea de grădină (Dendrocopos syriacus), presură de grădină (Emberiza hortulana), presură de stuf (Emberiza schoeniclus), șoim de tundră (Falco rusticolus), șoim călător (Falco peregrinus), vânturel de seară (Falco vespertinus), muscar-gulerat (Ficedula albicollis), acvilă-porumbacă-mică (Hieraaetus pennatus), frunzăriță-galbenă (Hippolais icterina), rândunică roșcată (Hirundo daurica), rândunică de hambar (Hirundo rustica), sfrâncioc roșiatic (Lanius collurio), sfrâncioc cu frunte neagră (Lanius minor), sfrâncioc-cu-cap-roșu (Lanius senator), ciocârlie de pădure (Lullula arborea), privighetoare (Luscinia megarhynchos), ciocârlie de bărăgan (Melanocorypha calandra), prigoare (Merops apiaster), presură sură (Miliaria calandra), gaia neagră (Milvus migrans), codobatura albă (Motacilla alba), codobatura galbenă (Motacilla flava), pietrar răsăritean (Oenanthe isabellina), pietrar negru (Oenanthe pleschanka), grangur (Oriolus oriolus), pelicanul comun (Pelecanus onocrotalus), viespar (Pernis apivorus), turturică (Streptopelia turtur), silvie cu cap negru (Sylvia atricapilla), silvie de câmpie (Sylvia communis) sau silvie de zăvoi (Sylvia borin).

## Căi de acces
- Drumul național DN22A pe ruta: Hârșova - Saraiu - Rahman.

## Monumente și atracții turistice
În vecinătatea sitului se află câteva obiective de interes istoric, cultural și turistic; astfel:
- Biserica "Sf. Nicolae" din Nistorești, construcție 1896, monument istoric.
- Situl arheologic de la Baia (Cultura Hamangia, Epoca romană).
- Situl arheologic de la Beidaud (Latène, Cultura geto - dacică, Hallstatt, Epoca romană, Epoca romană târzie).
- Situl arheologic de la Casimcea (Epoca romană, mil. IV a Chr., Neolitic, sec. I - III p. Chr., Epoca romană).
- Așezarea "La Baba Caira" de la Războieni (Epoca romană târzie).
- Villa rustica de la Topolog (1) (Epoca romană) și Villa rustica de la Topolog (2) (sec. II - III p. Chr., Epoca romană).
- Situl arheologic "Cetatea Ulmetum" de la Pantelimon (urme de locuire civilă și de cetate din Epoca romană / sec. II-IV, sec. IV-VI).
- Ariile protejate: Vârful Secarul (rezervație naturală de tip geologic, floristic și forestier), Rezervația de liliac Fântâna Mare, Stepa Saraiu - Horea (arie de protecție specială avifaunistică).